# Михри Мюшфик Ханъм
Михри Ачба, Михри Мюшфик Ханъм, Михри Расим (на турски: Mihri Achba, Mihri Müşfik Hanım, Mihri Rasim) една от първите и почитани турски художнички. Тя е първата жена в Турция, която учи рисуване. Разпознаваема е особено много по портретите, които е рисувала. Прави портрети на известни личности като Мустафа Кемал Ататюрк и папа Бенедикт XV.

## Биография

### Детство
Родена е в потомствената княжеска фамилия Ачба (Анчабадзе) като принцеса в имението Расим паша, квартал Баклатарласъ в района на Истанбул, Кадъкьой на 26 февруари 1886 г. Нейният баща принц д-р Ахмед Расим паша е абхазец, и е бил специалист по анатомия и инструктор във Военното училище по медицина. В различни институционни и семейни писма той е споменаван като президент на тази институция. Рафинираният интерес на Д-р Ахмед Расим паша към музиката, рисуването и литературата трябва да е играл голяма роля за формирането на неговата дъщеря. Освен това към неговата репутация на лекар може да се добави и интереса му към музиката и свиренето на саз на вечерни събирания. В тези дейности той служи като пример за инстанбулския елит от периода за „западна универсалност“. Майката на Михри Ханъм е принцеса Фатма Нешедил Ханъм, една от жените на Расим паша. Нейната по-млада сестра Енисе Ханъм е майка на художничката Хале Асаф, друга известна жена в последните години на Османската империя.

### Заминаване за Европа
Като се има предвид типичното западно образование, Михри Ханим се интересува от литературата, музиката и рисуването. Първите си частни уроци по рисуване тя получава от италианския художник-ориенталист Фаусто Зонаро в неговото студио в истанбулския квартал Бешикташ-Акаретлер. Михри Ханъм се влюбва в италианския директор на акробатическа група, посещаваща Истанбул и впоследствие заминава за Рим, а след това за Париж, където се опитва да се включи в местните арт кръгове. За известно време живее и работи в апартамент в Монпарнас, издържайки се от рисуването на портрети и давайки под наем една от стаите на студенти. Един от тези наематели е Мюшфик Селами бей, студент по политика в Сорбоната, за който тя се омъжва по-късно. Мюшфик бей е син на Селами бей, добре известна личност от Бурса. Той се интересува от политика, история и литература. Датата на сватбата с него е неизвестна.

### Завръщане в Истанбул
Михри Ханъм е запозната с Джевит бей, османския министър на финансите, който е в Париж, за да се споразумее с френското правителство след Балканските войни. Телеграми изпратени от Джевит бей на министъра на образованието препоръчват Михри Ханъм, което води до нейното назначаване ѝ като учител по изкуствата в Обучителното училище за учителки в Истанбул през 1913 г. През 1914 г. е основана Школата за изящни изкуства Михри Ханъм е назначена за директор, както и инструктор по изящни изкуства. Нейният принос за развитие на школата е значителен.

### Кръгът Edebiyat-ı Cedide (Нова литература)
Михри Ханъм също има приятели сред поетите от кръга Edebiyat-ı Cedide (Нова литература), особено един от неговите лидери Тевфик Фикрет. especially one of its leaders, Tevfik Fikret. Ако Едебият-ъ Джедиде представлява литературното крило на френското артистично влияние сред късната османска интелигенция, може да се каже, че Михри Ханъм представя неговата притовоположност в рисуването. Тя има много специално място сред артистите от тази школа. Къщата на Тевфик Фикрет в Ашиян става нейно студио за известно време, както се вижда в бележките му: „Има дама горе, която рисува мои портрети. Тя интерпретира моите стихове толкова прекрасно-Изненадан съм да открия, че моите думи са толкова смислени. Тя започна да ме описва на мен самия. Колко отчужден бях станал от писането си.“
Поетите от Едебият-ъ Джедиде са повлияни от реализма, парнасизма и символизма, който доминира през 19 в. във френската литература. Дженаб Шахабетин, член на Сервет0и Фюнун, отбелязва една от нейните принципни концепции, специално по отношение на природата: „място, където емоциите и мечтите се разхождат“ също е взето, за да действа като огледало за душите на поетите. В допълнение към това влияние, цветния символизъм на Едебият-ъ Джедиде изглежда повлиява работата на Михри Ханъм.Maî ve Siyah [Синьо и черно], известния роман на Хлит Зия отразява 'синьо'-то на школата Едебият-ъ Джедиде, както и портретите на Михри Ханъм.
Посещението на Михри Ханъм при журналиста Хюсеин Кахит Ялчън и осъдения бивш министър на финансите Джавит бей дават воля на критики към нейното поведение. В отговор на тях през 1919 г. тя и нейните студенти посещават вестник Танин и отричат обвиненията. Близките ѝ отношения с Итихад фе Тераки Джевиети (Комитет за единство и прогрес; КЕП) накрая карат Михри Ханъм да напусне Истанбул, който е окупиран от Антантата през 1919 г. Година по-късно тя се завръща и продължава преподаването си в Школата за изящни изкуства.

### Посещение в Италия
Към края на 1922 г. тя заминава за Италия отново и там прекратява брака си с Мюшфик бей. Двойката се развежда през 1923 г. В Италия има връзка с поета Габриеле д'Анунцио и чрез него открива възможност да нарисува портрет на папата, както и да работи върху възстановяването на фрески в капелата. Михри Ханъм се запознава с д'Анунцио от общия им приятел художника Ренато Броци и си кореспондира с д'Анунцио чрез Брози. Тя често е тема на разговор между двамата. На 4 февруари 1926 г. д'Анунцио пише на Броци: „Къде е турската дама? Не можах да я чуя. Ако я видиш, прегърни я от мен, но тази прегръдка трябва да бъде като на агите от харема“. В друго писмо, писано на 26 август 1926 г. за „Турската дама“ отново се споменава: „Къде е одалиската Михри? Where is Какво прави?“ Очевидно, въпреки борбата на Михри Ханъм като професионалист, тези италиански художници продължават да я виждат през ориенталиския филтър.

### Последни години и смърт
Михри Ханъм се завръща в Турция за кратко след основаването на Турската република. Там тя рисува портрета на Ататюрк и му го показва лично в президентската резиденция Чанкая в Анкара.
Михри Ханъм впоследствие пътува до Рим, до Париж, а след това обикаля Ню Йорк, Бостън, Вашингтон и Чикаго. Детайлите за нейното заминаване от Турция и пристигане в Америка не са сигурни. Все още не неясно кога тя пристига в САЩ, макар че новина в Ню Йорк Таймс от 25 ноември 1928 г. отбелязва, че колекция от творбите на Михри Ханъм ще бъдат изложени в галерията Джордж Мазироф между 26 ноември и 15 декември, което показва, че тя е в Ню Йорк и след 1928 г.
Между 1938 и 1939 г. работи като хостеса по протокола на Световното изложение в Лонг Айлънд, Ню Йорк. През този период рисува портрета на Резан Ялман, съпругата на журналиста Ахмед Емин Ялман, който живее в Ню Йорк. Освен това прави илюстрации за кориците на различни журнали, публикувани в Ню Йорк по време на Втората световна война. Тя прекарва последните си години в Ню Йорк, където е погребана през 1954 г.